# MapQuest
MapQuest es un programa estadounidense de mapeo Web, propiedad de AOL.
La compañía fue fundada en 1967 como Servicio de Cartografía en Chicago, Illinois. De aquí, se trasladó a Lancaster, Pensilvania en 1969.
Se convirtió en independiente en 1994. MapQuest fue adquirida en el 2000 por America Online, Inc.. Esta compañía tiene sede en Lancaster y Denver, Colorado.
En septiembre de 2006, el sitio web comenzó a publicar imágenes de satélite.
En febrero de 2007 comenzó a ofrecer un servicio de información del precio del combustible en gasolineras de todo Estados Unidos pero el mismo ya no está disponible.

## Visión de calle
En los últimos meses, MapQuest, ha estado mejorando y renovando sus fotografías en 360° por las calles de las ciudades más importantes de Estados Unidos, como Nueva York o San Diego. También hay recorridos virtuales por algunas ciudades de Canadá, como Vancouver, Calgary, Quebec, Montreal, Ottawa, Toronto, Hamilton, etc.

## Rediseño
El 14 de julio de 2010, MapQuest puso en marcha el "new MapQuest", que trae varias novedades, como la personalización de mapas, mejora de la interfaz de usuario.
En julio de 2012, Brian McMahon se convirtió en el director ejecutivo y gerente general de MapQuest.
En mayo de 2015, con la compra de AOL por parte de Verizon Communications , MapQuest pasó a ser propiedad de Verizon.
El 11 de julio de 2016, MapQuest suspendió su API de mosaicos abiertos, y los usuarios como GNOME Maps fueron cambiados a un nivel temporalmente gratuito del servidor de mosaicos Mapbox , mientras se consideraban alternativas.
En 2019, Verizon Media vendió Mapquest a System1.